# 12383 Eboshi
12383 Eboshi (tên chỉ định: 1994 TF1) là một tiểu hành tinh vành đai chính. Nó được phát hiện bởi Kin Endate và Kazuro Watanabe ở Đài thiên văn Kitami ở Hokkaidō, Nhật Bản, ngày 2 tháng 10 năm 1994. Nó được đặt theo tên Eboshi-iwa, a rock off the bờ biển của Kanagawa Prefecture, Nhật Bản.